# Juan Pablo Valencia
Juan Pablo Valencia Gonzalez (Medellín, 2 mei 1988) is een Colombiaans wielrenner.
Valencia werd in 2019 in Italië opgepakt voor drugshandel. Hij gebruikte de zadelbuis van zijn fiets voor het verbergen en bezorgen van zijn handelswaar. Dat meldde de Italiaanse krant Il Resto del Carlino.
Het balletje kwam aan het rollen na een tip over een buitenlander, die drugs zou halen uit Noord-Italië en die dan vervolgens zou verkopen in het achterland. De politie van Montegranaro boog zich over de zaak en hield uiteindelijk Valencia aan, toen hij op een avond op zijn mountainbike bij zijn vermeende woning aankwam. Hij droeg cocaïne bij zich en binnen vond de politie nog meer drugs. Ook werd er snijmiddel en 4000 euro aan contant geld aangetroffen.

## Overwinningen
2010
 Colombiaans kampioen op de weg, Beloften
2015
 Bergklassement Ronde van Turkije

## Resultaten in voornaamste wedstrijden
| Jaar | Ronde van Italië | Ronde van Frankrijk | Ronde van Spanje |
| ---- | ---------------- | ------------------- | ---------------- |
| 2013 |                  |                     |                  |
| 2014 |                  |                     |                  |
| 2015 |                  |                     | 87e              |

| Jaar | Milaan-San Remo | Ronde van Lombardije | Waalse Pijl |
| ---- | --------------- | -------------------- | ----------- |
| 2013 |                 | opgave               | opgave      |
| 2014 |                 | opgave               | opgave      |
| 2015 | 102e            |                      |             |

## Ploegen
- 2012 –  Coldeportes-Colombia (stagiair vanaf 1-8)
- 2013 –  Colombia
- 2014 –  Colombia
- 2015 –  Colombia

Ávila · Cano · Castiblanco · Díaz · Duarte · Duque · Martínez · Molano · Pantoja · Paredes · Pedraza · Quintero · B.Ramírez · C.Ramírez · Rubiano · Sarmiento · Torres · Valencia · Barón (stagiair)